# 이태오 (뮤지컬 배우)
이태오(1985년 2월 10일~ )은 대한민국의 뮤지컬 배우이다.

### 뮤지컬
- 2010년 뮤지컬 《미스 사이공》
- 2011년 뮤지컬 《늑대의 유혹》
- 2012년 뮤지컬 《미스 사이공》
- 2012년 뮤지컬 《카르마의 노래》
- 2012년 ~ 2013년 뮤지컬 《완득이》
- 2013년 뮤지컬 《완득이》
- 2013년 뮤지컬 《헤이, 자나!》
- 2013년 뮤지컬 《빨래》
- 2013년 ~ 2014년 뮤지컬 《빨래》
- 2015년 ~ 2017년 뮤지컬 《빨래》

### 드라마
- 2023년 MBC 저녁 일일연속극 《하늘의 인연》 ... 오목찬 역